# Lac Mugesera
Le lac Mugesera est un lac de la province orientale du Rwanda.
Le lac se trouve dans le Plateau central, au sud-est de Kigali. Le lac fait partie d'un complexe de lacs et de zones humides dans une vallée plate s'étendant dans une direction SSE, 35 kilomètres ( Unité «  » inconnue du modèle {{Conversion}}.) de large. La rivière Nyabarongo serpente vers le sud à travers la vallée, l'inondant pour créer une zone de marécages et de lacs permanents. Le lac Mugesera se trouve sur la rive Est de la rivière et est le plus grand lac du complexe.
Bien que proche de l'équateur, le climat est relativement tempéré en raison de l'altitude. Les saisons des pluies vont de mars à mai et encore de septembre à décembre. Le lac est alimenté par un certain nombre de rivières et de ruisseaux mineurs, provenant des crêtes au nord, à l'est et au sud, qui fournissent la plupart de l'eau pendant les saisons des pluies. L'eau est généralement autour de 25°C. Les poissons sont abondants et il existe de nombreuses espèces d'oiseaux d'eau. Les autres animaux comprennent les tortues d'eau, les crocodiles, les varans, les serpents et les loutres.
Au XVe siècle, la région autour du lac a été colonisée par la lignée Hondogo du peuple Tutsis, des éleveurs qui avaient formé un État indépendant. Les Tutsis ont migré vers la région des Virunga au Rwanda aux XVe et XVIe siècles, s'installant entre le lac Mugesera et le lac Muhazi. Ils ont progressivement acquis le pouvoir dans la majeure partie de la région du Rwanda moderne, tout en se mariant avec les Hutus et en s'assimilant culturellement.